# Яковлев, Владимир Алексеевич (артист)
Владимир Алексеевич Яковлев (род. 10 января 1951, Новошахтинск, Ростовская область, РСФСР, СССР) — советский и российский артист балета, балетмейстер. Заслуженный артист Российской Федерации (1996), заслуженный артист Татарской АССР (1980). Художественный руководитель балета Татарского академического государственного театра оперы и балета имени М. Джалиля (1989—н. в.).

## Биография
Владимир Алексеевич Яковлев родился 10 января 1951 года в Новошахтинске Ростовской области. Детство провёл в Сочи, где занимался танцами в доме пионеров, а затем для получения профессионального образования переехал с семьёй в Ленинград.
В 1961 году поступил в Ленинградское академическое хореографическое училище имени А. Я. Вагановой, где учился по классу Н. А. Зубковского. Во время учёбы примерами для подражания считал В. В. Васильева, С. В. Викулова, М. Н. Барышникова, Ю. В. Соловьева, Р. Х. Нуриева. В 1969 году по окончании училища с подачи Н. Д. Юлтыевой по направлению переехал в Казань, поступив в Татарский академический государственный театр оперы и балета имени М. Джалиля, где стал солистом балета. Показал себя талантливым танцовщиком и актёром, перетанцевал весь балетный репертуар театра, создав такие яркие хореографические образы, как Шут («Лебединое озеро» П. И. Чайковского), Исаак Ланкедем («Корсар» А. Адана), Нурали («Бахчисарайский фонтан» Б. В. Асафьева), Бенволио («Ромео и Джульетта» С. С. Прокофьева), Журден («Мещанин во дворянстве» Р. Штрауса), Царь («Конёк-Горбунок» Р. К. Щедрина), Пан («Вальпургиева ночь» Ш. Гуно), Петр Леонтьевич («Анюта» В. А. Гаврилина), Бог («Сотворение мира» А. П. Петрова), Шурале в одноименном балете Ф. З. Яруллина.
Член Союза театральных деятелей с 1982 года. В 1988 году стал главным балетмейстером театра, а в 1989 году занял пост художественного руководителя балетной труппы, на котором находится по настоящее время. Прекратив выходить на сцену в качестве артиста ввиду невозможности совмещать два вида деятельности, как художественный руководитель стал отвечать за формирование состава балетной труппы, начал определять репертуар, состав исполнителей, постановочные группы новых спектаклей. За годы работы в театре поставил и осуществил новые редакции таких балетов, как «Щелкунчик» (1999), «Спящая красавица» (2003, 2021) П. И. Чайковского, «Шурале» (2000) Ф. З. Яруллина, «Коппелия» (2007) Л. Делиба, «Белоснежка и семь гномов» (2009) К. С. Хачатуряна, «Анюта» (2011) В. А. Гаврилина, «Дон Кихот» (2015) Л. Минкуса, «Ромео и Джульетта» (2017) С. С. Прокофьев, «Корсар» (2019) А. Адана. Привнёс на казанскую сцену петербургский стиль, выверенный академизм танца, будучи убежденно приверженным классическому балету.
В 1987 году вместе с директором театра Р. С. Мухаметзяновым выступил одним из организаторов Международного фестиваля классического балета имени Р. Нуриева. Одновременно, с 1988 года являлся преподавателем и заведующим хореографическим отделением Казанского музыкального училища, а в 1993 году стал инициатором открытия Казанского хореографического училища, где в течение нескольких лет был художественным руководителем и вёл педагогическую работу. Лично создавал педагогический коллектив училища, фактически заложив основу для казанской хореографической школы, готовящей балетные кадры для театра. В 2013 году окончил Казанский государственный университет культуры и искусств по специальности «художественное руководство хореографическим коллективом». С точки зрения театральной работы позиционирует себя сторонником исторической правдоподобности, приверженцем академизма и сохранения классического балетного наследия. Активно участвует в гастролях, приглашает в театр молодых танцовщиков. В 2021 году отметил 70-летний юбилей. В 2024 году поддержал российское нападение на Украину, заявив, что переживает «за наших воинов» и о том, чтобы «быстрее бы разрешить эту ужасную проблему — возрождение фашизма»

## Награды
- Орден Почёта (2023 год) — за вклад в развитие отечественной культуры и искусства, многолетнюю плодотворную деятельность[19].
- Медаль «В память 1000-летия Казани» (2001 год), «За трудовое отличие» (1986 год), «За доблестный труд» (2011 год)[5].
- Почётное звание «Заслуженный артист Российской Федерации» (1996 год) — за заслуги в области искусства[20].
- Почётное звание «Заслуженный артист Татарской АССР» (1980 год)[2].
- Приза «Душа танца» в номинации «Рыцарь танца» (2005 год)[21].

## Личная жизнь
Жена — профессиональная танцовщица, есть сын и дочь. Увлекается рыбалкой, охотой, водным туризмом, в искусстве предпочитает классику.